# Picramnia glazioviana
Picramnia glazioviana är en tvåhjärtbladig växtart. Picramnia glazioviana ingår i släktet Picramnia och familjen Picramniaceae.

## Underarter
Arten delas in i följande underarter:
- P. g. amplifoliola
- P. g. glazioviana

## Bildgalleri

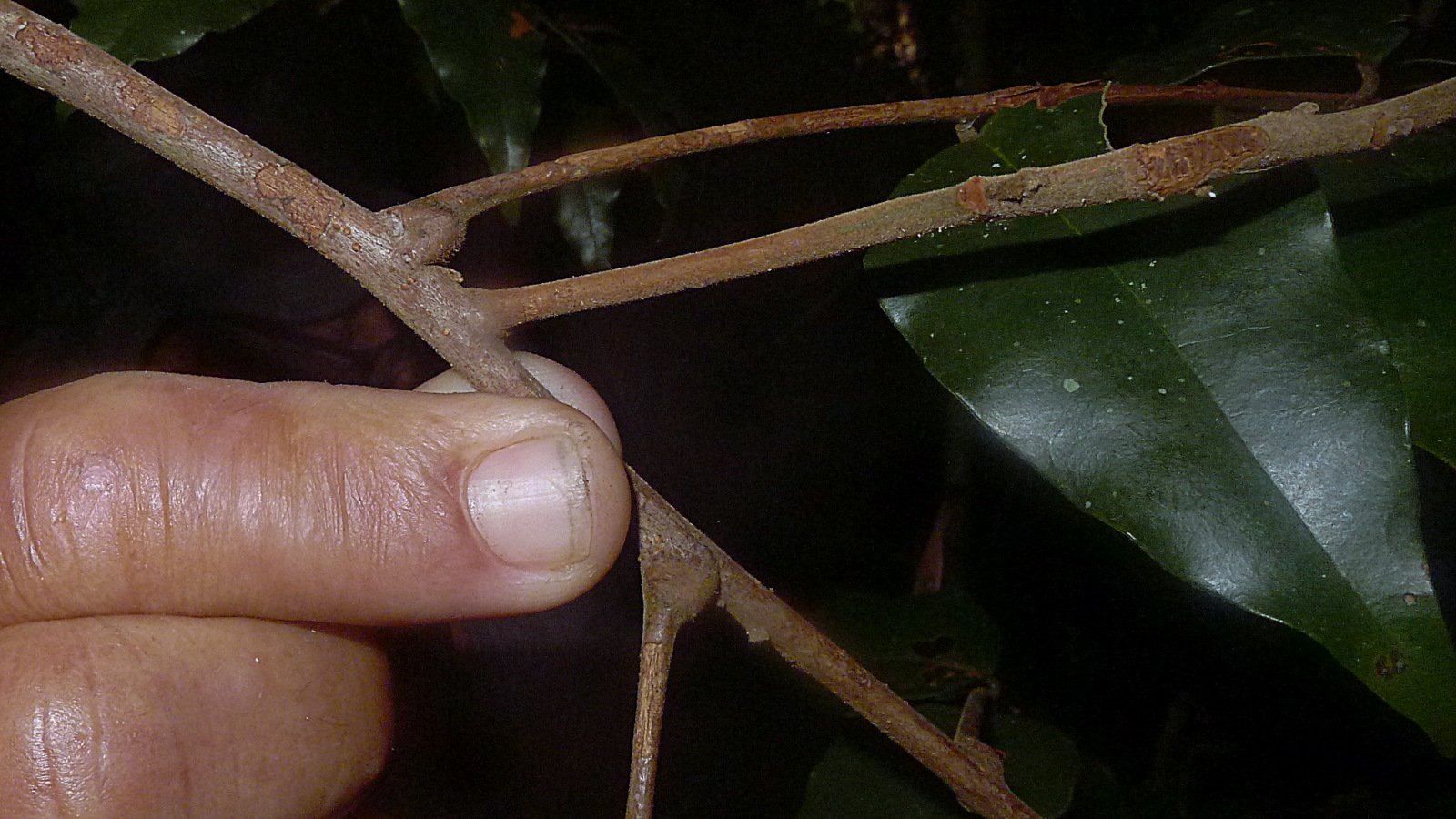
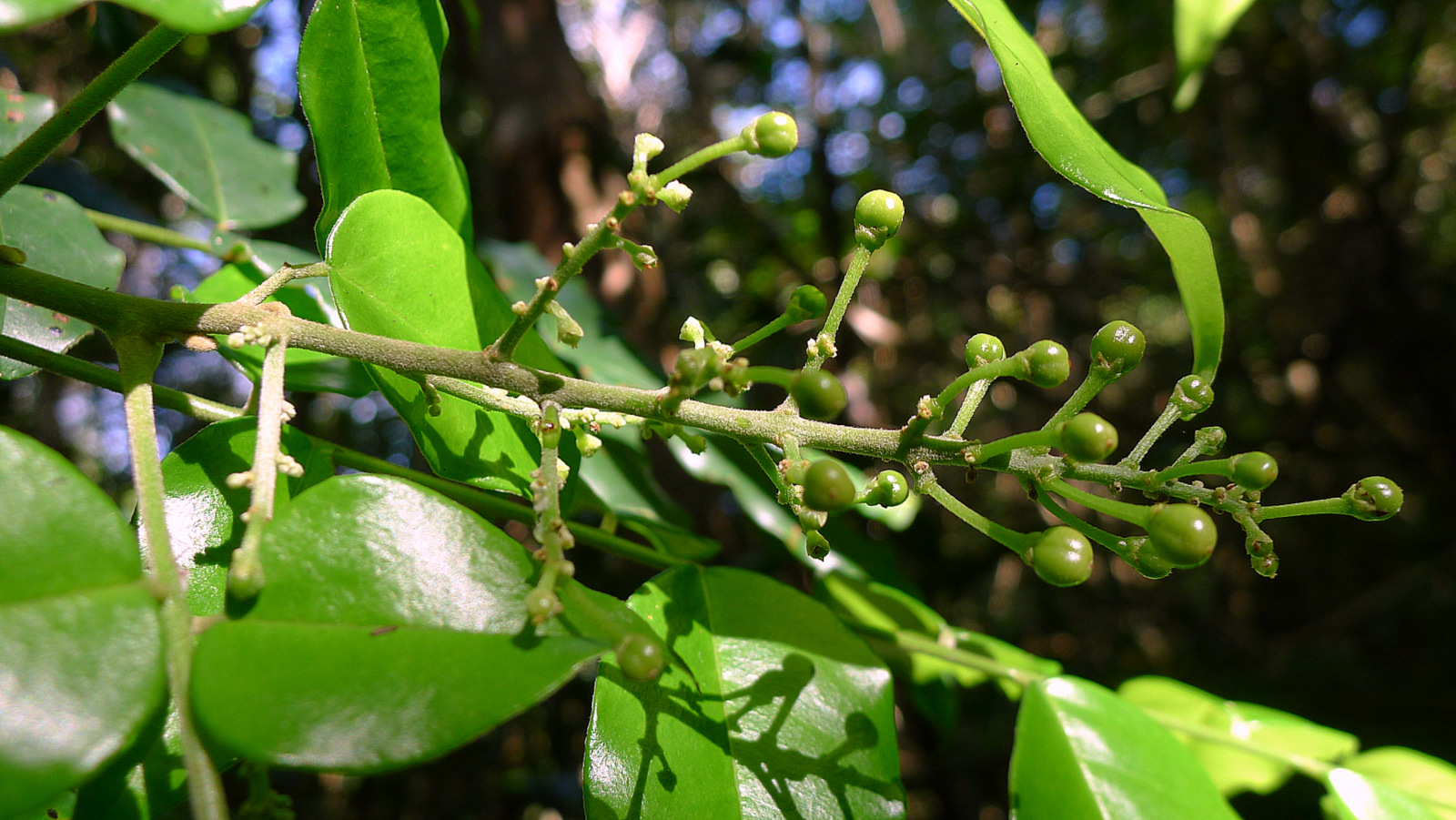
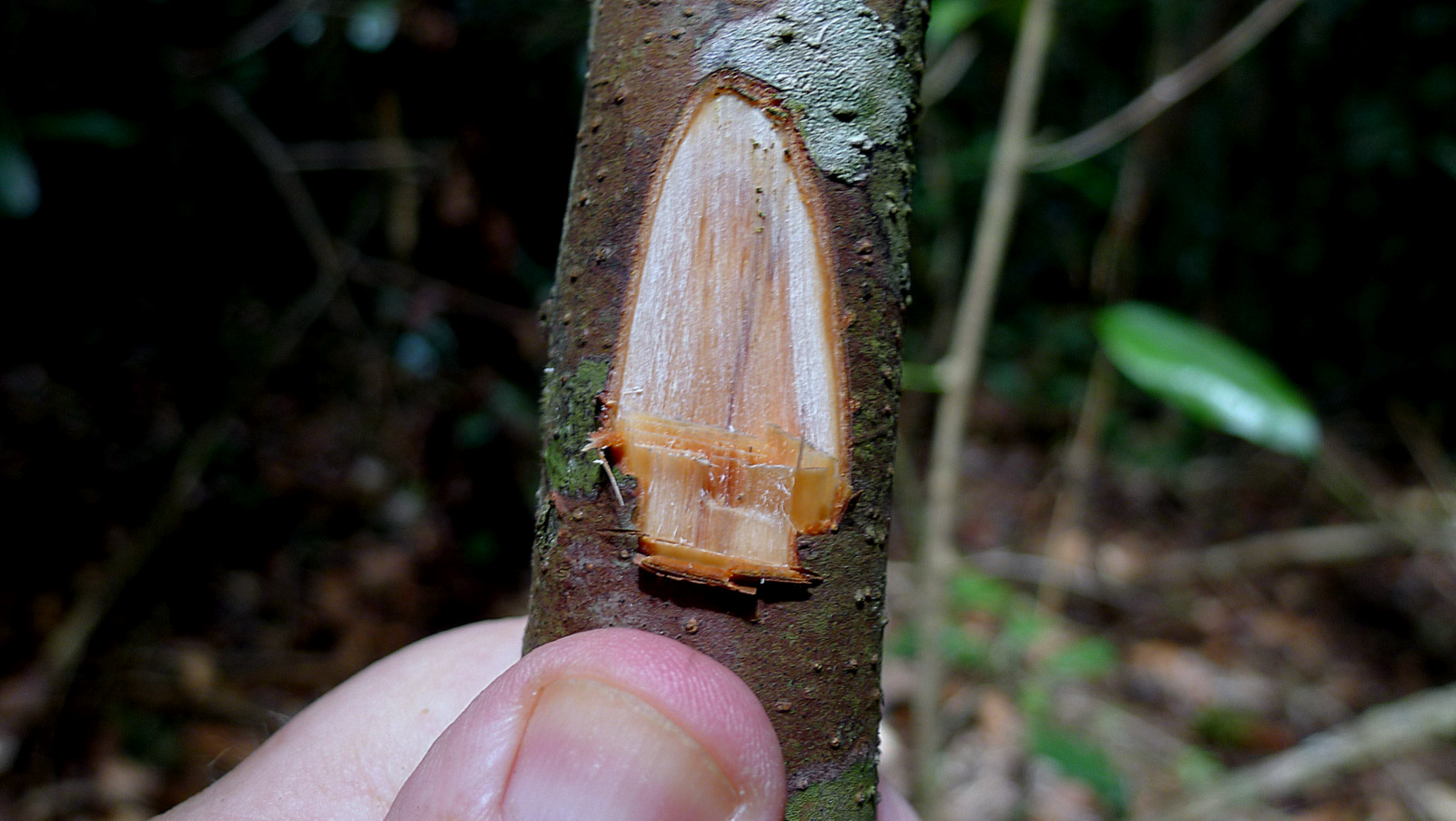
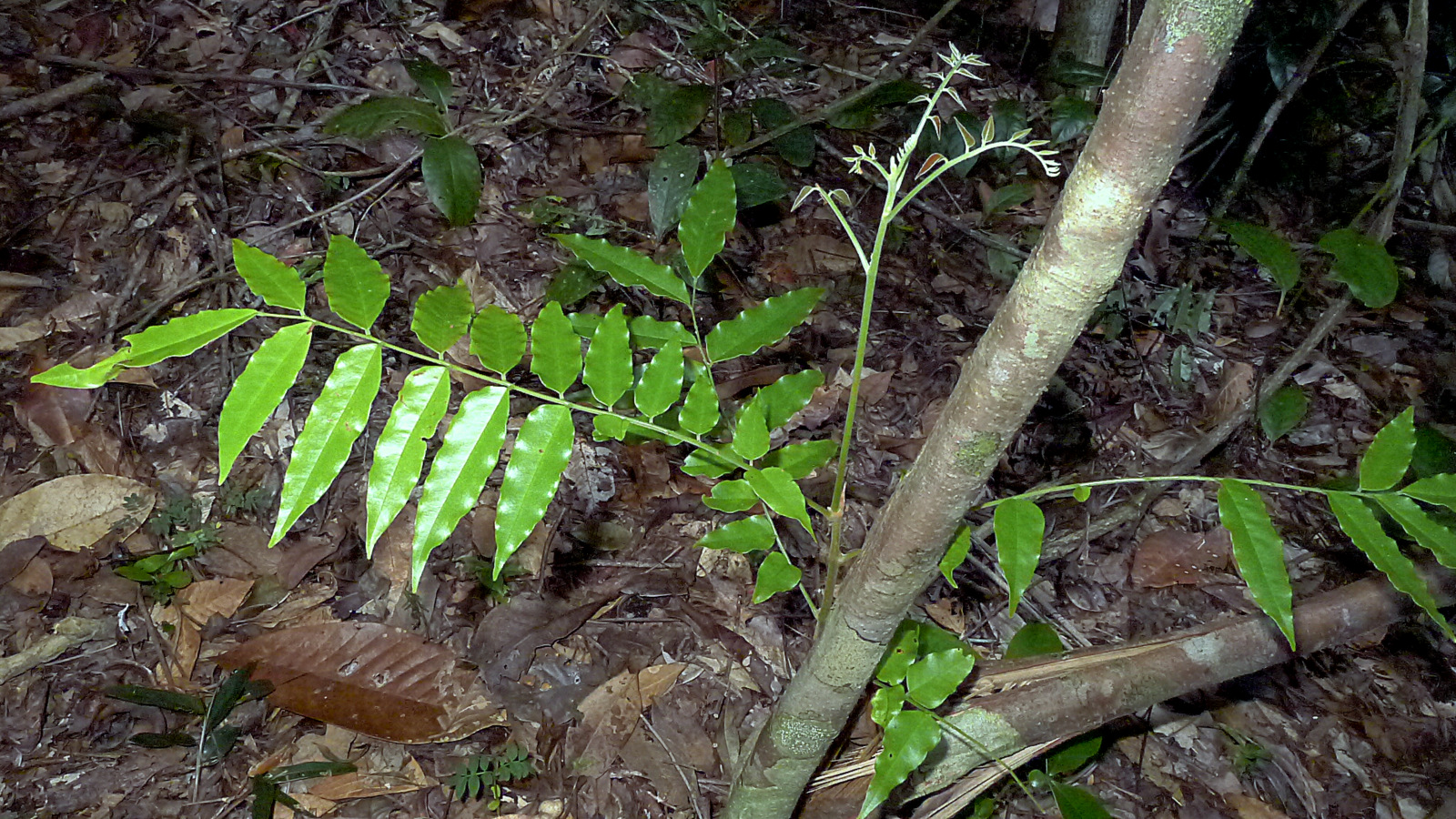
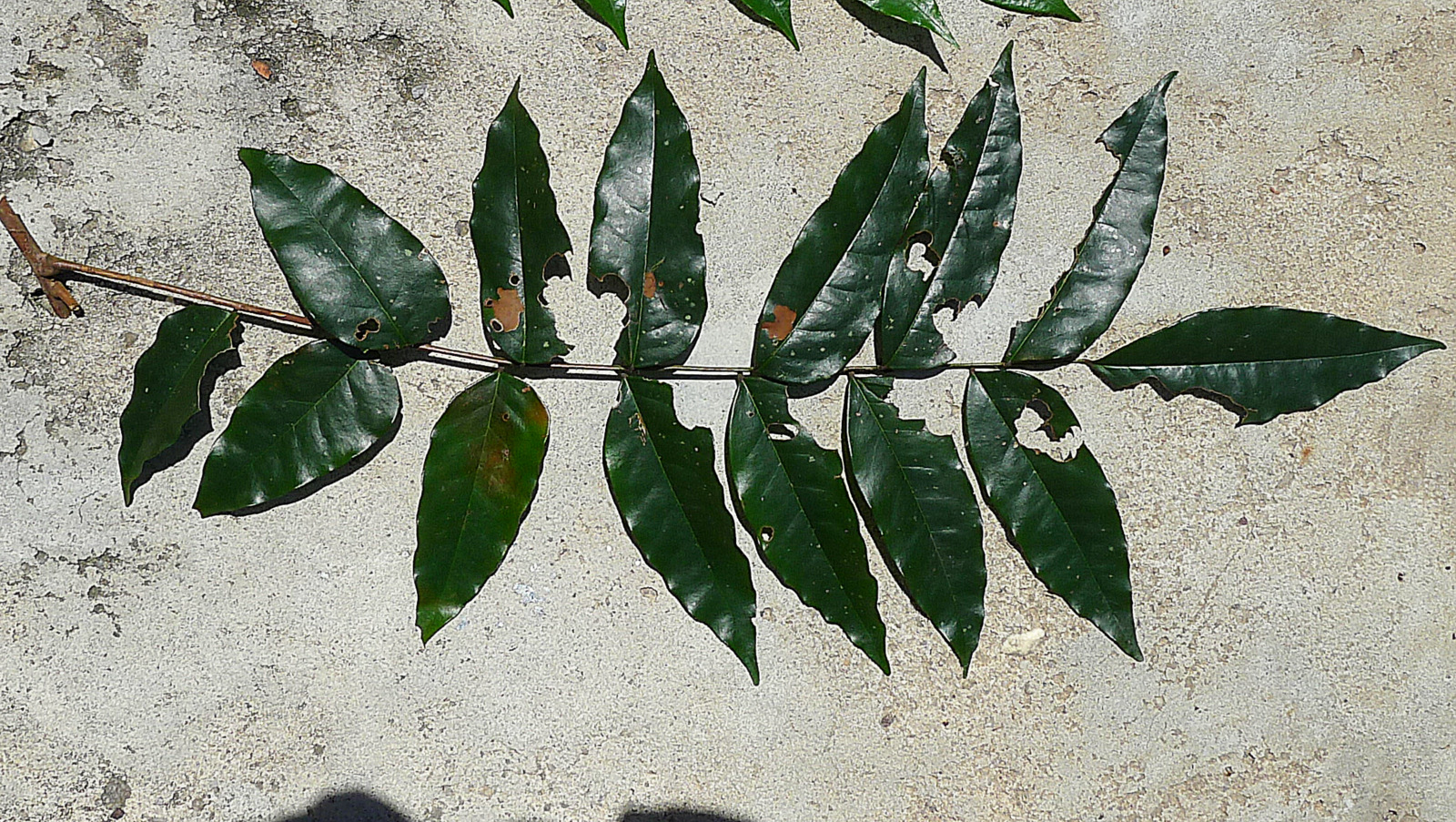
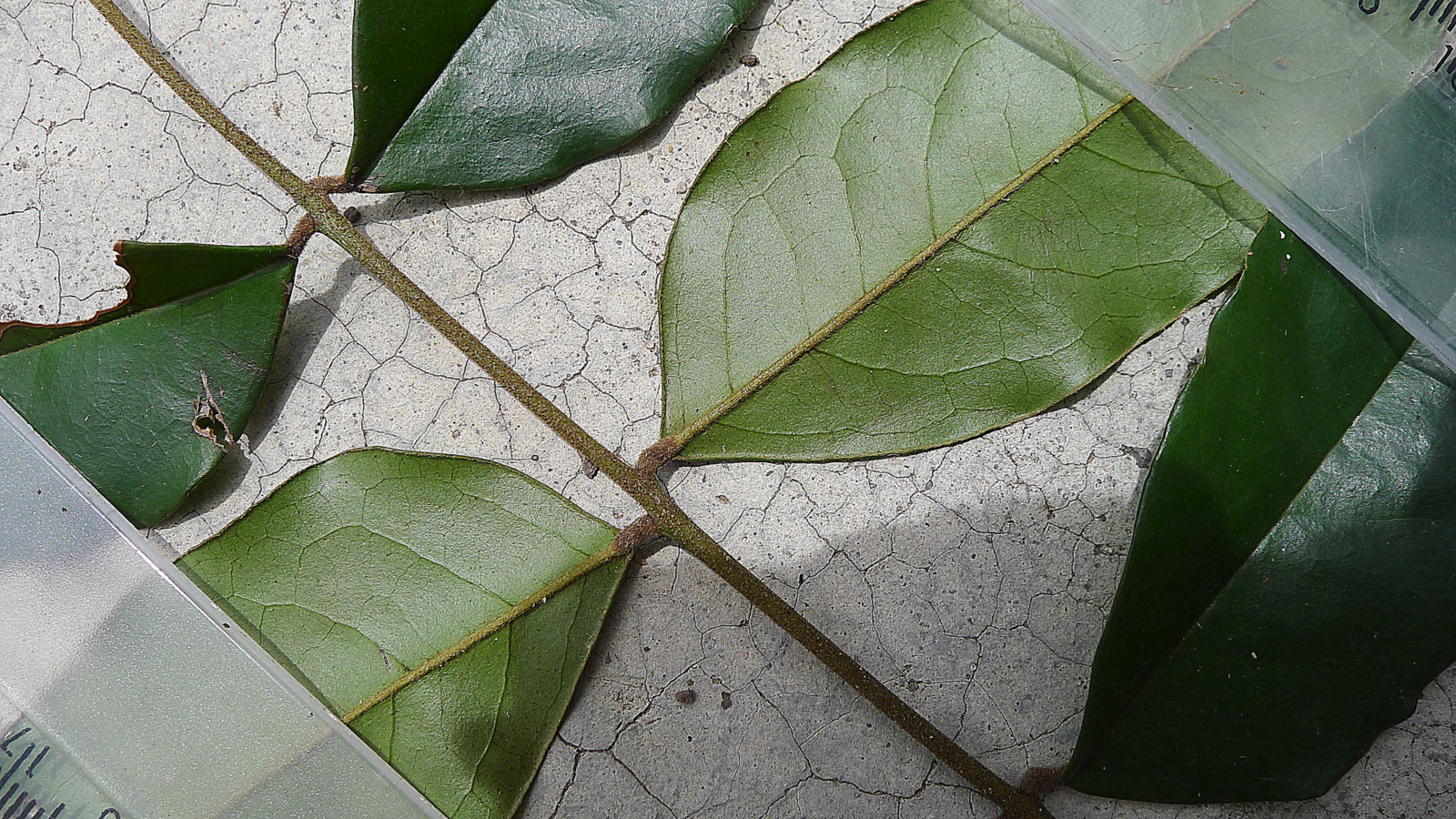